# Festival Internacional de Cine de Cannes de 2010
La 62.ª edición del Festival de Cannes se desarrolló del 12 al 23 de mayo de 2010. La Palma de Oro fue conciedida a El tío Boonmee que recuerda sus vidas pasadas, dirigida por Apichatpong Weerasethakul.
La película Robin Hood de Ridley Scott abrió el festival y la película de Julie Bertuccelli The Tree fue la encargada de cerrarla. La actriz inglesa Kristin Scott Thomas fue la maestra de ceremonias.
Agence France-Presse, Reuters, Associated Press y Getty TV boicotearon la ruedas de prensa en protesta por la restricción en el acceso a la alfombra roja. En un comunicado de prensa, las agencias dijeron que "podrían verse obligados a suspender por completo su presencia en el festival" si no se llegaba a un acuerdo. Días antes de que comenzara el festival, se expresó la preocupación de que los asistentes pudieran retrasarse, o directamen no asistir, debido a que los vuelos de avión en las áreas circundantes en Francia se retrasaron o cancelaron debido a la interrupción del transporte aéreo después de la erupción del volcán Eyjafjallajökull.

## Jurado

### Concurso

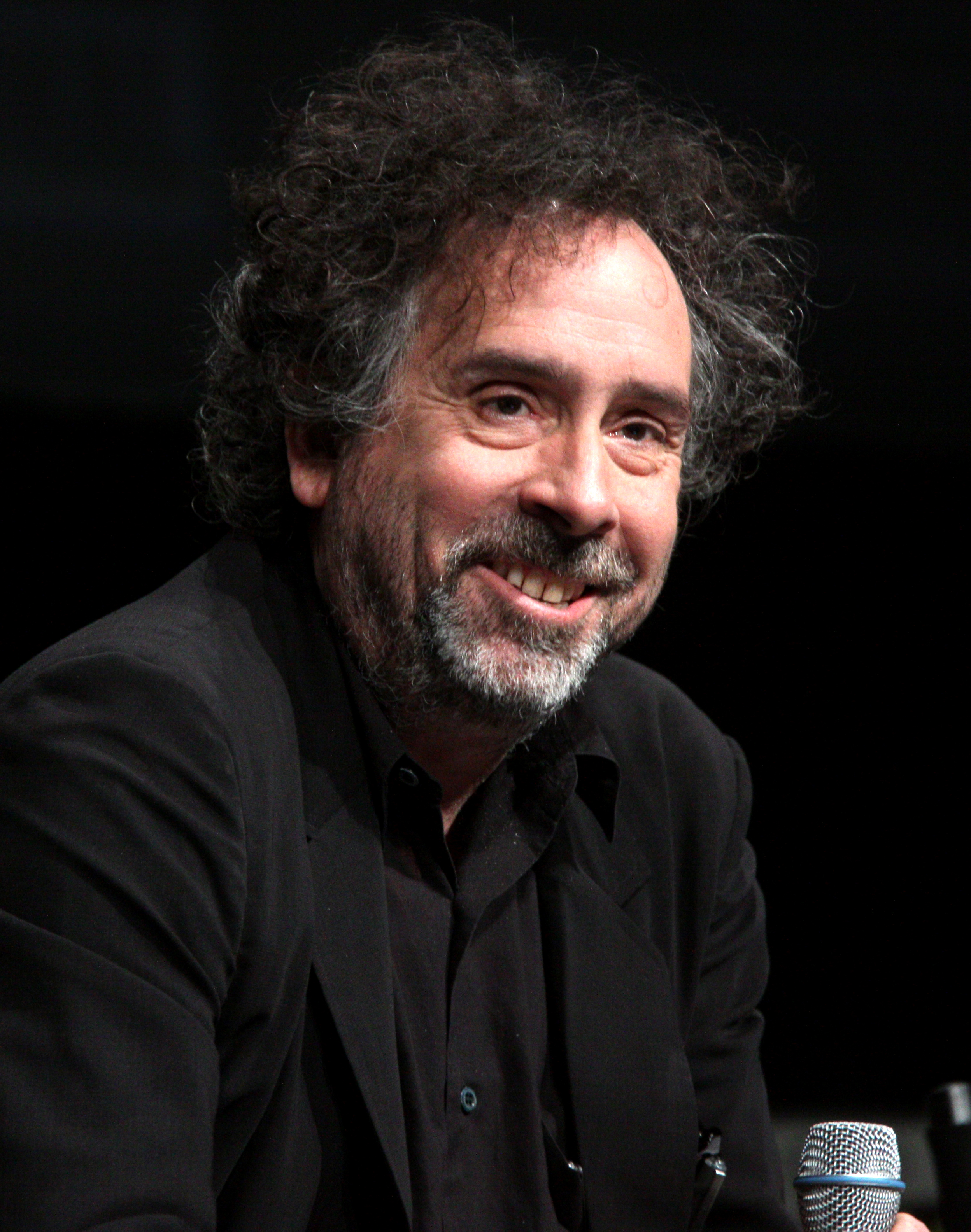
Tim Burton, Presidente del jurado

Las siguientes personas fueron nombradas para formar parte del jurado de la sección principal en la edición de 2010:
- Tim Burton, director de cine (EE. UU.) - presidente
- Kate Beckinsale, actriz (Reino Unido)
- Alexandre Desplat, compositor (Francia)
- Giovanna Mezzogiorno, actriz (Italia)
- Alberto Barbera director del Museo nazionale del Cinema (Italia)
- Emmanuel Carrère, escritor (Francia)
- Benicio Del Toro, actor (Puerto Rico)
- Víctor Erice, director de cine (España)
- Shekhar Kapur, director de cine (India)

### Un Certain Regard

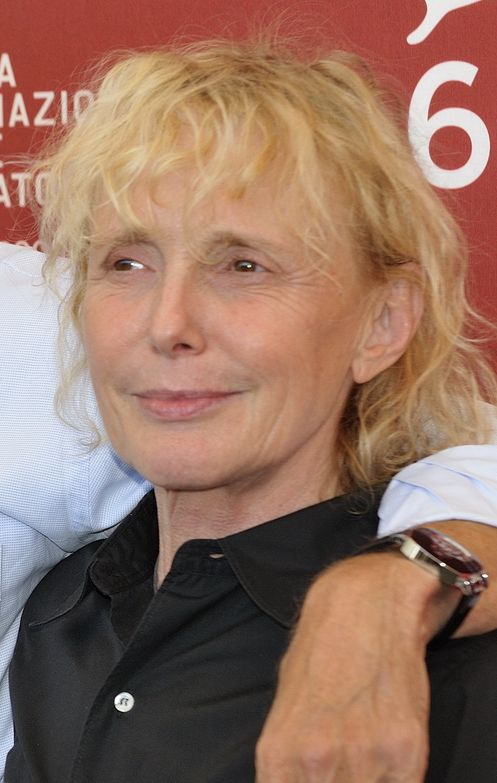
Claire Denis, Presidente de Un Certain Regard

Las siguientes personas fueron nombradas para formar parte del jurado de Un Certain Regard de 2010:
- Claire Denis (director) Presidente
- Patrick Ferla (periodista)
- Kim Dong-ho (director del Festival Internacional de Cine de Busan)
- Helena Lindblad (crítico)
- Serge Toubiana (director general del Cinémathèque Française)

### Camera d'or
Las siguientes personas fueron nombradas para formar parte del jurado de la Caméra d'Or de 2010:
- Gael García Bernal (director) Presidente
- Gérard de Battista (director de fotografía)
- Stéphane Brizé (director)
- Didier Diaz (FICAM)
- Charlotte Lipinska (Unión de Críticos de Francia)

### Cinéfondation y cortometrajes
Las siguientes personas fueron nombradas para formar parte del jurado de la sección Cinéfondation y de la competición de cortometrajes:
- Atom Egoyan (director) Presidente
- Emmanuelle Devos (actriz)
- Carlos Diegues (director)
- Dinara Droukarova (actriz)
- Marc Recha (director)

## Selección oficial

### En competición
Las siguientes películas compitieron por la Palma de Oro.
| Título                                        | Título original                             | Director(es)                | País                                  |
| --------------------------------------------- | ------------------------------------------- | --------------------------- | ------------------------------------- |
| On Tour                                       | Tournée                                     | Mathieu Amalric             | Bandera de Francia                    |
| Fuera de la ley                               | Hors-la-loi                                 | Rachid Bouchareb            | Bandera de Argelia                    |
| Biutiful                                      | Biutiful                                    | Alejandro González Iñárritu | Bandera de México                     |
| Un hombre que grita                           | Un homme qui crie                           | Mahamat-Saleh Haroun        | Bandera de Francia                    |
| The Housemaid                                 | 하녀 Ha-nyeo                                | Im Sang-soo                 | Bandera de Corea del Sur              |
| Copia certificada                             | Copie conforme                              | Abbas Kiarostami            | Bandera de Francia                    |
| Outrage                                       | アウトレイジ                                | Takeshi Kitano              | Bandera de Japón                      |
| Poesía                                        | 시 Shi                                      | Lee Chang-dong              | Bandera de Corea del Sur              |
| Another Year                                  | Another Year                                | Mike Leigh                  | Bandera del Reino Unido               |
| Fair Game                                     | Fair Game                                   | Doug Liman                  | Bandera de Estados Unidos             |
| Route Irish                                   | Route Irish                                 | Ken Loach                   | Bandera del Reino Unido               |
| My Joy                                        | Счастье моё                                 | Sergei Loznitsa             | Bandera de Ucrania                    |
| La Nostra Vita                                | La Nostra Vita                              | Daniele Luchetti            | Bandera de Italia                     |
| Utomlyonnye solntsem 2                        | Утомлённые солнцем 2, Utomlyonnye solncem 2 | Nikita Mikhalkov            | Bandera de Rusia                      |
| Szelíd teremtés - A Frankenstein-terv         | SZELÍD TEREMTÉS – A Frankenstein Terv       | Kornél Mundruczó            | Bandera de Hungría                    |
| La princesse de Montpensier                   | La princesse de Montpensier                 | Bertrand Tavernier          | Bandera de Francia                    |
| Rizhao Chongqing                              | 日照重慶                                    | Wang Xiaoshuai              | Bandera de la República Popular China |
| De dioses y hombres                           | Des hommes et des dieux                     | Xavier Beauvois             | Bandera de Francia                    |
| El tío Boonmee que recuerda sus vidas pasadas | ลุงบุญมีระลึกชาติ                                | Apichatpong Weerasethakul   | Bandera de Tailandia                  |

### Un certain regard
Las siguientes películas fueron cortina en la categoría Un Certain Regard.
| Título en español/inglés         | Título original                  | Director(s)              | País                                  |
| -------------------------------- | -------------------------------- | ------------------------ | ------------------------------------- |
| Pál Adrienn                      | Pál Adrienn                      | Ágnes Kocsis             | Bandera de Hungría                    |
| Aurora                           | Aurora                           | Cristi Puiu              | Bandera de Rumania                    |
| Blue Valentine                   | Blue Valentine                   | Derek Cianfrance         | Bandera de Estados Unidos             |
| Chatroom                         | Chatroom                         | Hideo Nakata             | /                                     |
| Unter dir die Stadt              | Unter dir die Stadt              | Christoph Hochhäusler    | Bandera de Alemania                   |
| Film Socialisme                  | Film Socialisme                  | Jean-Luc Godard          | Bandera de Francia                    |
| Hahaha                           | 하하하                           | Hong Sang-soo            | Bandera de Corea del Sur              |
| I Wish I Know                    | Hai Shang Chuan Qi               | Jia Zhangke              | Bandera de la República Popular China |
| Los amores imaginarios           | Les amours imaginaires           | Xavier Dolan             | Bandera de Canadá                     |
| Life, Above All                  | Life, Above All                  | Oliver Schmitz           | Bandera de Sudáfrica                  |
| Los labios                       | Los labios                       | Iván Fund, Santiago Loza | Bandera de Argentina                  |
| Octubre                          | Octubre                          | Daniel Vega, Diego Vega  | Bandera de Perú                       |
| Qu'est-il Arrivé à Simon Werner? | Qu'est-il Arrivé à Simon Werner? | Fabrice Gobert           | Bandera de Francia                    |
| Rebecca H. (Return to the Dogs)  | Rebecca H. (Return to the Dogs)  | Lodge Kerrigan           | /                                     |
| R U There                        | R U There                        | David Verbeek            | /                                     |
| El extraño caso de Angélica      | O estranho caso de Angélica      | Manoel de Oliveira       | Bandera de Portugal                   |
| Martes, después de navidad       | Marţi, după Crăciun              | Radu Muntean             | Bandera de Rumania                    |
| Udaan                            | Udaan                            | Vikramaditya Motwane     | Bandera de la India                   |
| Carancho                         | Carancho                         | Pablo Trapero            | Bandera de Argentina                  |

### Fuera de competición
Las siguientes películas fueron seleccionadas para ser proyectadas fuera de competición:
| Título en español/inglés              | Título original                       | Director(s)       | País               |
| ------------------------------------- | ------------------------------------- | ----------------- | ------------------ |
| La autobiografía de Nicolae Ceaușescu | Autobiografia lui Nicolae Ceaușescu   | Andrei Ujică      | Rumanía            |
| L'Autre monde                         | L'Autre monde                         | Gilles Marchand   | Francia            |
| Carlos                                | Carlos                                | Olivier Assayas   | Francia            |
| Kaboom                                | Kaboom                                | Gregg Araki       | Estados Unidos     |
| Robin Hood                            | Robin Hood                            | Ridley Scott      | Estados Unidos     |
| Tamara Drewe - Tradimenti all'inglese | Tamara Drewe - Tradimenti all'inglese | Stephen Frears    | Gran Bretaña       |
| The Tree                              | The Tree                              | Julie Bertuccelli | Francia, Australia |
| Wall Street 2: El dinero nunca duerme | Wall Street 2: El dinero nunca duerme | Oliver Stone      | Estados Unidos     |
| You Will Meet a Tall Dark Stranger    | You Will Meet a Tall Dark Stranger    | Woody Allen       | Estados Unidos     |

### Proyecciones especiales
Las siguientes películas fueron seleccionadas para ser proyectadas a la sección Proyecciones Especiales:
| Título en español/inglés                  | Título original                           | Director(s) | País             |
| ----------------------------------------- | ----------------------------------------- | --- | ---------------- |
| 5 X Favela                                | 5 X Favela, por nós mesmos                | Wagner Novais, Manaira Carneiro, Rodriga Felha, Cacau Amaral, Luciano Vidigal, Cadu Barcelos and Luciana Bezerra | Brasil           |
| Abel                                      | Abel                                      | Diego Luna | México           |
| Chantrapas                                | Chantrapas                                | Otar Iosseliani                                                                                                  | Francia, Georgia |
| Countdown to Zero                         | Countdown to Zero                         | Lucy Walker | Estados Unidos   |
| Draquila – L'Italia che trema             | Draquila – L'Italia che trema             | Sabina Guzzanti                                                                                                  | Italia           |
| Gilles Jacob, l'arpenteur de la croisette | Gilles Jacob, l'arpenteur de la croisette | Serge Le Peron                                                                                                   | Francia          |
| Inside Job                                | Inside Job                                | Charles Ferguson                                                                                                 | Estados Unidos   |
| La meute                                  | La meute                                  | Franck Richard                                                                                                   | Francia, Bélgica |
| Nostalgia de la luz                       | Nostalgia de la luz                       | Patricio Guzmán                                                                                                  | Francia, Chile   |
| Over Your Cities Grass Will Grow          | Over Your Cities Grass Will Grow          | Sophie Fiennes                                                                                                   | Gran Bretaña     |

### Cinéfondation
Las siguientes películas fueron seleccionadas para ser proyectadas en la competición Cinéfondation:
| Título en español/inglés               | Título original                        | Director(s)          | Escuela                             |
| -------------------------------------- | -------------------------------------- | -------------------- | ----------------------------------- |
| Anywhere Out of the World              | Coucou-Les-Nuages                      | Vincent Cardona      | La fémis, Francia                   |
| Cooked                                 | Cooked                                 | Jens Blank           | NFTS, Gran Bretaña                  |
| Dakujem, dobre                         | Dakujem, dobre                         | Mátyás Prikler       | FTF-VŠMU, Eslovaquia                |
| The Fifth Column                       | Hinkerort Zorasune                     | Vatche Boulghourjian | NYU, Estados Unidos                 |
| Frozen Land                            | Frozen Land                            | Tae-yong Kim         | Sejong University*, Corea del Sur   |
| Here I Am                              | Itt Vagyok                             | Bálint Szimler       | SzFE, Hungría                       |
| I Already Am Everything I Want to Have | Ja Vec Jesam Sve Ono Što Želim Da Imam | Dane Komljen         | FDU, Serbia                         |
| Ijsland                                | Iceland                                | Gilles Coulier       | Sint-Lukas University*, Bélgica     |
| El Juego                               | El Juego                               | Benjamín Naishtat    | Le Fresnoy, Francia                 |
| Los Minutos, Las Horas                 | Los Minutos, Las Horas                 | Marques Ribeiro      | EICTV, Cuba                         |
| Miramare                               | Miramare                               | Michaela Müller      | ALU*, Croacia                       |
| The Painting Sellers                   | Taulukauppiaat                         | Juho Kuosmanen       | Aalto University, Finlandia         |
| Shelley                                | Shelley                                | Andrew Wesman        | Harvard University*, Estados Unidos |

### Cortometrajes en competición
Los siguientes cortometrajes compitieron para la Palma de Oro al mejor cortometraje:
| Título en español/inglés | Título original    | Director(s)            | País      |
| ------------------------ | ------------------ | ---------------------- | --------- |
| Barking Island           | Chienne d'histoire | Serge Avédikian        | Francia   |
| Bathing Micky            | Micky bader        | Frida Kempff           | Suecia    |
| Blocks                   | Blokes             | Marialy Rivas          | Chile     |
| First Aid                | Ezra rishona       | Yarden Karmin          | Israel    |
| Maya                     | Maya               | Pedro Pío Martín Pérez | Cuba      |
| Muscles                  | Muscles            | Edward Housden         | Australia |
| Rosa                     | Rosa               | Monica Lairana         | Argentina |
| Station                  | Estação            | Marcia Faria           | Brasil    |
| To Swallow a Toad        | To Swallow a Toad  | Jurģis Krāsons         | Letonia   |

### Cannes Classics
Cannes Classics pone el punto de mira en documentales sobre cine y la exhibición de clásicos del pasado.
Fundación Cine Mundial
| English title                                | Original title                               | Director(s)                   | Country                                   |
| -------------------------------------------- | -------------------------------------------- | ----------------------------- | ----------------------------------------- |
| Documentales sobre Cine                      |                                              |                               |                                           |
| ...But Film is My Mistress                   | ...Men filmen är min älskarinna              | Stig Björkman                 | Suecia                                    |
| Cameraman: The Life and Work of Jack Cardiff | Cameraman: The Life and Work of Jack Cardiff | Craig McCall                  | Gran Bretaña                              |
| Hollywood Don't Surf!                        | Hollywood Don't Surf!                        | Greg MacGillivray, Sam George | Estados Unidos                            |
| Toscan                                       | Toscan                                       | Isabelle Partiot-Pieri        | Francia                                   |
| Películas restauradas                        |                                              |                               |                                           |
| Sangre en Indochina (1964)                   | La 317ème section                            | Pierre Schoendoerffer         | Francia                                   |
| La reina de África                           | The African Queen (1951)                     | John Huston                   | Estados Unidos, Gran Bretaña              |
| La batalla del riel (1946)                   | La Bataille du rail                          | René Clément                  | Francia                                   |
| La campagne de Cicéron (1989)                | La campagne de Cicéron (1989)                | Jacques Davila                | Francia                                   |
| Le grand amour (1969)                        | Le grand amour (1969)                        | Pierre Etaix                  | Francia                                   |
| Au petit bonheur (1946)                      | Au petit bonheur (1946)                      | Marcel L'Herbier              | Francia                                   |
| Khandhar (1983)                              | Khandhar (1983)                              | Mrinal Sen                    | India                                     |
| El beso de la mujer araña (1985)             | O Beijo da Mulher-Aranha                     | Hector Babenco                | Brasil, Estados Unidos                    |
| El gatopardo (1963)                          | Il Gattopardo                                | Luchino Visconti              | Italia                                    |
| Psicosis (1960)                              | Pshyco                                       | Alfred Hitchcock              | Estados Unidos                            |
| El tambor de hojalata (1979)                 | Die Blechtrommel                             | Volker Schlöndorff            | West Germany, Poland, Yugoslavia, Francia |
| Tristana (1970)                              | Tristana (1970)                              | Luis Buñuel                   | España, Francia, Italia                   |
| Fundación Cine Mundial                       |                                              |                               |                                           |
| El-Fallâh el-fasîh (1970, short)             | The Eloquent Peasant                         | Shadi Abdel Salam             | Egypt                                     |
| Il ruscello di Ripasottile (1941, short)     | Il ruscello di Ripasottile (1941, short)     | Roberto Rossellini            | Italia                                    |
| Két Lány Az Utcán (1939)                     | Két Lány Az Utcán (1939)                     | André de Toth                 | Hungría                                   |
| Mest (1989)                                  | Mest (1989)                                  | Ermek Shinarbaev              | Unión Soviética                           |
| Titash Ekti Nadir Naam (1973)                | Titash Ekti Nadir Naam (1973)                | Ritwik Ghatak                 | Bangladés                                 |

## Secciones paralelas

### Semana Internacional de la Crítica
Los siguientes largometrajes fueron seleccionados para ser proyectados para la 49.ª Semana de la Crítica  (49e Semaine de la Critique):
Largometrajes
- Sandcastle, de Boo Junfeng (Singapur)
- Bedevilled, de Jang Cheol So (Corea del Sur)
- Armadillo, de Janus Metz (Dinamarca)
- The Myth of an American Sleepover, de David Robert Mitchell (EE. UU.)
- Bi, dung so!, de Phan Dang Di (Vietnam/Francia/Alemania)
- Sound of Noise, de Ola Simonsson e Johannes Stjarne Nilsson (Suiza/Francia)
- Belle Epine, de Rebecca Zlotowski (Francia)

Cortometrajes
- A distração de Ivan Cavi Borges, Gustavo Melo (Brasil)
- Berik de Daniel Joseph Borgman (Dinamarca)
- Deeper Than Yesterday de Ariel Kleiman (Australia)
- Love Patate de Gilles Cuvelier (Francia)
- Native Son de Scott Graham (Gran Bretaña)
- The Boy Who Wanted to Be a Lion de Alois Di Leo (Gran Bretaña)
- Vasco de Sébastien Laudenbach (Francia)

Pases espaciales
- Le Nom des gens de Michel Leclerc (France)
- Copacabana de Marc Fitoussi (Francia)
- Rubber de Quentin Dupieux (Francia)
- Women Are Heroes de JR (Francia)

Mediometrajes
- Bastard de Kirsten Dunst (EE. UU.)
- The Clerk’s Tale de James Franco (EE. UU.)
- L’Amour-propre de Nicolas Silhol (Francia)
- Cynthia todavía tienes las llaves de Gonzalo Tobal (Argentina)
- Fracture de Nicolas Sarkissian (Francia)

### Quincena de Realizadores
Las siguientes películas fueron exhibidas en la Quincena de Realizadores de 2010 (Quinzaine des Réalizateurs):
- Shit Year, de Cam Archer (EE. UU.)
- Two Gates of Sleep, de Alistair Banks Griffin (EE. UU.)
- Benda Bilili!, de Renaud Barre e Florent de la Tullaye (Francia)
- Pieds nus sur les limaces, de Fabienne Berthaud (Francia)
- Alting bliver godt igen, de Christoffer Boe (Dinamarca/Suiza/Francia)
- Cleveland vs. Wall Street, de Jean-Stéphane Bron (Suiza/Francia)
- Des filles en noir, de Jean-Paul Civeyrac (Francia)
- All Good Children, de Alicia Duffy (Irlanda/Bélgica/Francia)
- Le quattro volte, de Michelangelo Frammartino (Italia/Alemania/Suiza)
- Somos lo que hay, de Jorge Michel Grau (México)
- La casa muda, de Gustavo Hernández (Uruguay)
- Picco, de Philip Koch (Alemania)
- The Light Thief, de Aktan Arym Kubat (Kirghizistan)
- Todos vós sodes capitáns, de Oliver Laxe (España)
- La mirada invisible, de Diego Lerman (Argentina/Francia/España)
- Illégal, de Olivier Masset-Depasse (Belgio/Lussemburgo/Francia)
- A alegria, de Marina Méliande e Felipe Braganca (Brasile)
- Un poison violent, de Katell Quillevéré (Francia)
- Año bisiesto, de Michael Rowe (México)
- Ha'Meshotet, de Avishai Sivan (Israel)
- Little Baby Jesus of Flandr, de Gust Vandenberghe (Bélgica)
- Tiger Factory, de Woo Ming jin (Malasia/Japón)

Cortometrajes
- A Silent Child de Jesper Klevenås (Suecia)
- Light deAndré Schreuders (Países Bajos)
- Mary Last Seen de Sean Durkin (EE. UU.)
- Petit tailleur de Louis Garrel (Francia)
- Cautare de Ionuţ Piţurescu (Rumania)
- Shadows of Silence de Pradeepan Raveendran (Francia)
- Shikasha de Isamu Hirabayashi (Japón)
- Three Hours de Annarita Zambrano (Italia, Francia)
- ZedCrew de Noah Pink (Canadá, Zambia)

## Premios

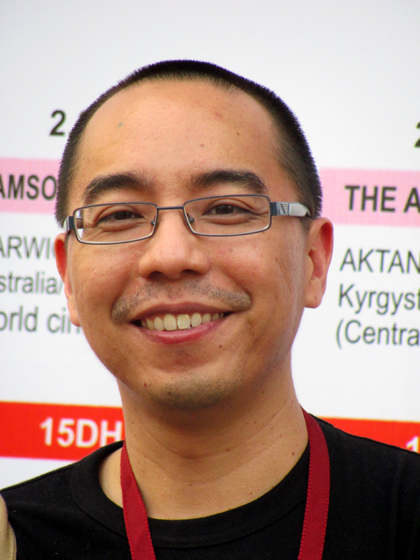
Apichatpong Weerasethakul, ganador de la Palma de Oro de 2010

Los ganadores del Festival de Cannes 2010 fueron:

### En competición
- Palma de Oro: El tío Boonmee que recuerda sus vidas pasadas (Long Boonmee raleuk chat), de Apichatpong Weerasethakul
- Gran Premio del Jurado: De dioses y hombres (Des hommes et des dieux), de Xavier Beauvois (Francia)
- Mejor Director: Mathieu Amalric por Tournée
- Premio a la mejor actriz: Juliette Binoche por Copia conforme
- Premio al mejor actor: 
  - Javier Bardem por Biutiful, de Alejandro González Iñárritu
  - Elio Germano - La Nostra Vita, de Daniele Luchetti
- Premio al mejor guion – Poesía de Lee Chang-dong
- Premio del Jurado: Un hombre que grita, de Mahamat-Saleh Haroun

Un Certain Regard
- Premio Un Certain Regard: Ha ha ha, de Hong Sang-soo
- Premio del Jurado: Octubre de Daniel Vega y Diego Vega (Perú)
- Premio por la mejor interpretación: Victoria Raposo, Eva Bianco y Adela Sánchez por Los labios, de Iván Fund y Santiago Loza

Cinéfondation
- Primer Premio - The Painting Sellers de Juho Kuosmanen
- Segundo Premio - Anywhere Out of the World de Vincent Cardona
- Tercer Premio - The Fifth Column de Vatche Boulghourjian y I Already am Everything I Want to Have de Dane Komljenk

Caméra d'or
- Caméra d'or - Año bisiesto de Michael Rowe

Cortometrajes
- Palma de Oro al mejor cortometraje: Barking Island de Serge Avédikian
- Mención especial: Bathing Micky de Frida Kempff

### Premios independientes
Premios FIPRESCI
- Tournée de Mathieu Amalric (En Competición)
- Pál Adrienn de Ágnes Kocsis (Un Certain Regard)
- Todos vós sodes capitáns de Oliver Laxe (Quincena de realizadores)

Premio Vulcain al artista Técnico
- Premio Vulcain: Leslie Shatz, Bob Beemer, Jon Taylor (Departamento de sonido) por Biutiful

Jurado Ecuménico
- Premio del Jurado Ecuménico: De dioses y hombres de Xavier Beauvois
- Mención especial del Jurado Ecuménico: Poetry, de Lee Chang-dong y Another Year, de Mike Leigh

Semana Internacional de la Crítica
- Gran Premio de la Semana Internacional de la Crítica: Armadillo, de Janus Metz
- Premio SACD: Bi, dung so!, de Phan Dang Di
- Premio ACID: Bi, dung so!, de Phan Dang Di
- Premio de la Crítica Joven: Sound of Noise, de Ola Simonsson y Johannes Stjarne Nilsson
- Premio Canal+ al mejor corto: Berik de Daniel Joseph Borgman
- Premio Kodak Discovery al mejor corto: Deeper Than Yesterday de Ariel Kleiman

Quincena de realizadores
- Premio Cine de Artista: Pieds nus sur les limaces, de Fabienne Berthaud
- Premio Europa Cinema Label: Le quattro volte, de Michelangelo Frammartino
- Premio SACD: Illégal, de Olivier Masset-Depasse

Otros premios
- Premio Regards Jeunes: Los amores imaginarios (Les amours imaginaires) deXavier Dolan

Association Prix François Chalais
- Premio François Chalais: Life, Above All de Oliver Schmitz[19]